# Ghana en los Juegos Olímpicos de Atlanta 1996
Ghana estuvo representada en los Juegos Olímpicos de Atlanta 1996 por un total de 35 deportistas que compitieron en 4 deportes.  
El portador de la bandera en la ceremonia de apertura fue el boxeador Tijani Moro. El equipo olímpico ghanés no obtuvo ninguna medalla en estos Juegos.